# 영덕 도천리 도천숲
영덕 도천리 도천숲(盈德 道川里 도천숲)은 대한민국 경상북도 영덕군 남정면 도천리에 있는 숲이다. 2009년 12월 30일 천연기념물 제514호로 지정되었다.

## 유래
400년 전 마을이 생길 때 조성한 숲으로, 도천이라는 이름은 삼국시대이후 역로를 따라 내가 흐르는 마을이라 하여 길내 혹은 질내로 불리다 한자지명인 도천(道川)이 되었다.
한때는 숲의 규모가 산에서부터 하천을 따라 남쪽 국시당들까지 이어질 정도로 커서 이 '울타리' 덕에 영덕 제일의 부자마을이었다고 하는데 화재와 경작 등으로 지금 규모로 줄어들게 되었다.
조성유래는 앞산의 뱀머리(사두혈) 형상이 마을을 위협하므로 이를 막기 위하여 풍수를 보완하는 목적으로 만들었다고 한다.

## 지정 사유
마을숲의 조성원리와 유래가 잘 남아있으며, 숲 안에는 대마를 땅 속 구덩이에서 삶아 옷을 만들던 '삼굿'이 남한에서 유일하게 남아있어 마을숲의 이용 등에 대한 학술적 가치가 있다.
숲의 당집에서 마을의 안녕과 풍년을 기원하는 당제를 대보름에 지내는데 마을청년들이 모두 참여하는 점이 독특하며, 한동안 마을을 떠날 때도 이 당집에 인사를 올리고 떠나고, 나뭇가지 하나라도 가져가지 않는 등 자연과 함께 한 선조의 의식을 보여주는 문화·민속적 가치를 지니고 있다.

## 현황

### 수종
- 느티나무·팽나무·말채나무 등 173주 : 느티나무 45주, 팽나무 44주, 말채나무 39주, 시무나무 16주, 회화나무 11주, 쉬나무 4 주, 단풍나무·이팝나무 각3주, 가죽나무·고욤나무 각2주, 개서어나무·뽕나무·산수유 나무·아까시나무 각1주

### 규격
- 수령 100~200년, 수고 15~20m, 가슴높이 둘레 50~388cm

## 참고 자료
- 영덕 도천리 도천숲 - 국가유산청 국가유산포털